# Distretti della Costa Rica

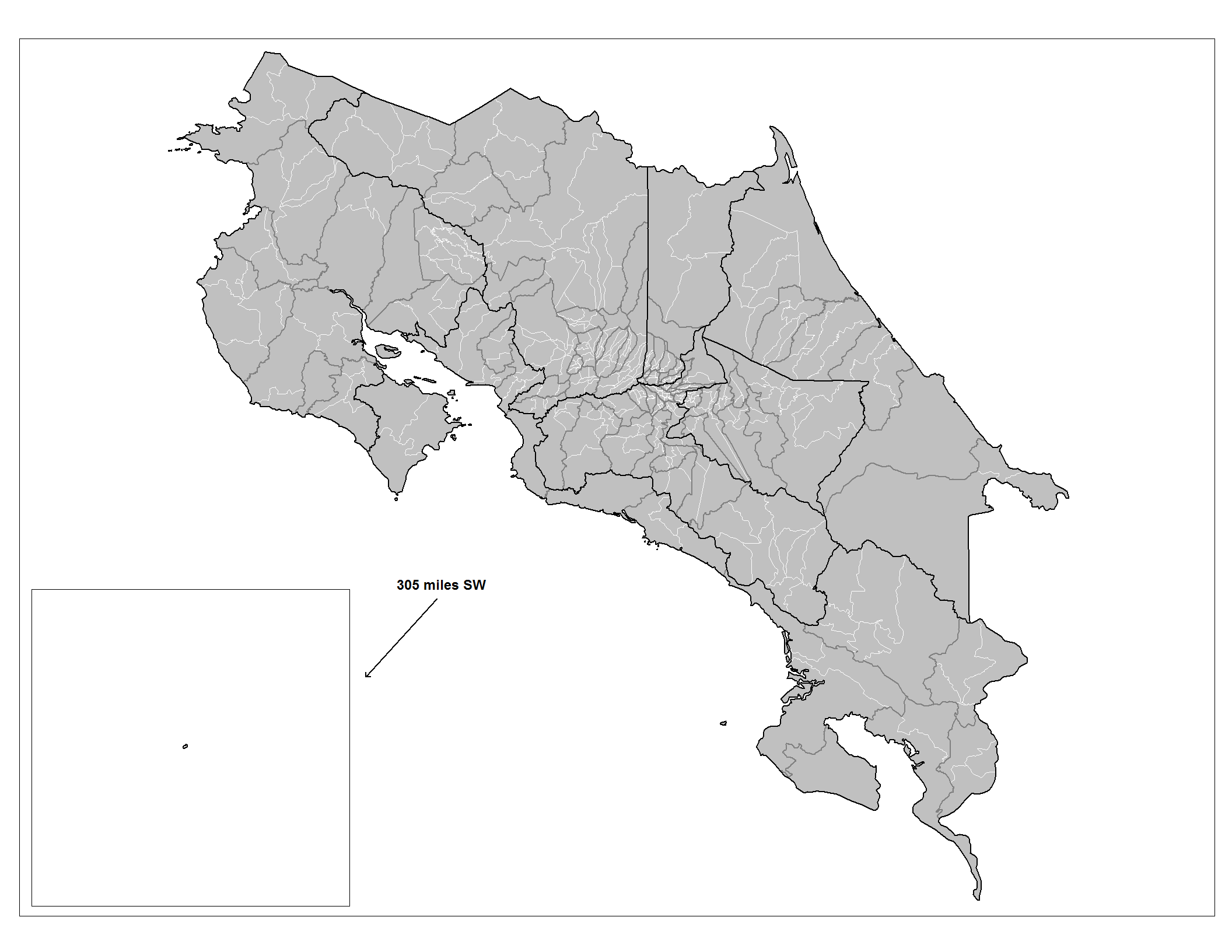
Distretti della Costa Rica

La terza divisione amministrativa della Costa Rica sono i distretti. La Costa Rica è costituita da 488 distretti, raggruppati in 82 cantoni, che costituiscono le 7 province.